# Mila Gojsalić
Mila Gojsalić (Kostanje, ? – Podgradac (Gata), 27. ožujka 1530.) bila je hrvatska mučenica i junakinja.

## Životopis
Podrijetlom je iz sela Kostanja u negdašnjoj Poljičkoj Republici.  Živjela je u vremenu borbi između Poljičke Republike i Turaka. 1530. godine, turski Ahmed-paša okupio je vojsku od 10 000 vojnika s ciljem osvajanja Poljica. Utaborio se u Podgracu u Gatima. Poljička djevojka Mila Gojsalić silovana je u šatoru Ahmed-paše. U zoru je ušla u skladište baruta u turskom taboru i zapalila ga. Poginula je zajedno s Ahmed-pašom i brojnim turskim časnicima i vojnicima. Taj događaj je iznenadio i prestrašio preostalu tursku vojsku pa su Poljičani napali Turke i porazili ih. 
O njoj je pisao August Šenoa. Njezin lik isklesao je Ivan Meštrović na ušću rijeke Cetine kraj Omiša. Jakov Gotovac je 1951. godine skladao operu Mila Gojsalića.  
U njezinom rodnom mjestu Kostanju, održava se ljetna kulturna priredba pod nazivom Dani Mile Gojsalić. Na susretu klapa dodjeljuje se kip nazvan po njoj za promidžbu dalmatinske baštine. I danas u tom selu žive Gojsalići. 2006. godine u Kostanju osnovana je Udruga "Poljička junakinja Mila Gojsalić". Uređena je kuća Mile Gojsalić, u kojoj su pohranjeni zapisi i dokumenti iz 16. stoljeća.

## Dani Mile Gojsalić

### O kulturnoj manifestaciji
Dani Mile Gojsalić čuvaju spomen na legendarnu poljičku junakinju Milu Gojsalić rodom iz Kostanja koja je 1530. godine u borbi protiv Turaka žrtvovala svoj život za slobodu Poljica. Ova višednevna kulturološka manifestacija utemeljena 2003. godine, priređuje se s ciljem turističke prezentacije kulturno-povijesnih, prirodnih, gospodarskih i ljudskih potencijala poljičkog podneblja kako bi se (o)čuvanjem baštine, od baštine i živjelo! Spoznajući činjenicu kako se samo kulturom njeguje samosvojnost, a otkrićem izvornosti baštinjenog njeguje i čuva identifikacijska posebnost, KUD »Mila Gojsalić« i mještani Kostanja te brojni Poljičani i njihovi prijatelji, uz pripomoć mnogih zaljubljenika diljem Hrvatske koji štuju tradicijske vrijednosti i identitet ovih povijesnih prostora, s puno entuzijazma organiziraju čitav splet etnografskih, scenskih i glazbenih događanja koje prikazuju sebi i novim poljičkim naraštajima, a napose svojim gostima i sve brojnijim turistima, kako bi u čudesnom krajoliku ove samosvojne starohrvatske poljičke knežije doživjeli nepatvoreno gostoprimstvo domaćina. Tradicionalni supokrovitelji ove manifestacije su Splitsko-dalmatinska županija i Grad Omiš, kojima se u novije vrijeme pridružuju Hrvatska turistička zajednica i Ministarstvo kulture Republike Hrvatske, dok je jubilarno deseto izdanje uživalo čak dvostruko pokroviteljstvo najviše razine i to; visoko pokroviteljstvo Predsjednika Republike Hrvatske Ive Josipovića i visoko pokroviteljstvo Ministarstva kulture Republike Hrvatske. Zbog svega navedenog, Organizacijski odbor Dana Mile Gojsalić i programski urednik i utemeljitelj ove manifestacije Ante Mekinić, dobitnici su Plakete Grada Omiša za 2005. odnosno 2012. godinu u znak priznanja za očuvanje povijesne i kulturne baštine te tradicijskih vrijednosti Poljica. Dani Mile Gojsalić kao rijetko koja samonikla manifestacija zasnovana na entuzijazmu poveće skupine zaljubljenika u zavičajno podneblje, može se podičiti nizom programa vlastite produkcije i zavidne izvedbene razine, među kojima se posebno ističu klapska Pripovid o Dalmaciji, koncert koji svake godine okuplja ponajbolje dalmatinske klape vjerne autentičnom klapskom izričaju, zatim tradicionalne Večeri soparnika posvećene autohtonom poljičkom gastro-specijalitetu koji se od 2009. godine nalazi na Listi nematerijalnih kulturnih dobara Republike Hrvatske te prigodni glazbeno-scenski programi koji čuvaju spomen na legendarnu poljičku heroinu Milu Gojsalić, ali i druge velikane iz poljičke prošlosti. Dani Mile Gojsalić priređuju se svake godine u srpnju pred više tisuća domaćih i stranih posjetitelja, a vrhunac trodnevnih događanja je dodjela priznanja »Mila Gojsalić« osobi zaslužnoj za očuvanje baštine i opstojnost identiteta. 

### Dosadašnji laureati
- 2003.: Ljubo Stipišić
- 2004.: Dinko Fio
- 2005.: Jakša Fiamengo
- 2006.: Josip Genda
- 2007.: don Frane Mihanović
- 2008.: Branka Šeparović
- 2009.: Ivo Pervan
- 2010.: Joško Belamarić
- 2011.: Boris Ljubičić
- 2012.: Tonko Maroević
- 2013.: Stipe Božić
- 2014.: Ante Nazor[4]
- 2015.: Ante Gotovina[5]
- 2016.: Ivan Perišić[6]
- 2017.:
- 2018.: prof. dr. sc. Edo Pivčević[7]
- 2019.:
- 2020.: